# Humphrey de Bohun
Humphrey de Bohun (ur. ok. 1249, zm. 31 grudnia 1298 w Pleshley Castle hrabstwie Essex) – angielski możnowładca, syn Humphreya de Bohun (syna 2. hrabiego Hereford) i Eleanor de Braose, córki 10. barona Abergavenny.
Jego matka zmarła w roku 1251. W 1264 r. Humphrey był przez kilka miesięcy lordem strażnikiem Pięciu Portów. Rok później zmarł jego ojciec z ran odniesionych w bitwie pod Evesham. Po śmierci dziadka w 1275 r. Humphrey odziedziczył tytuły 3. hrabiego Hereford i 2. hrabiego Essex, a także urząd Lorda Wielkiego Konstabla.
Jeszcze przed odziedziczeniem tytułów hrabiowskich brał udział w wyprawach Rogera Mortimera na Walię. Brał również udział w wyprawach na Szkotów. Kilkakrotnie buntował się przeciwko królowi Edwardowi I. W 1277 r. stanął na czele buntu feudałów z Marchii Walijskich. Bunt ten zakończył się uwięzieniem Hereforda i wypłatą przez niego 10 000 marek odszkodowania.
Hereford ponownie zbuntował się w 1294 r. razem z Rogerem Bigodem, 5. hrabią Norfolk. Udało mu się jednak powrócić do łask królewskich. W 1298 r. wziął udział u boku króla w jego wyprawie na Szkocję. Odznaczył się 22 lipca w bitwie pod Falkirk. Zmarł niedługo później 31 grudnia 1298 r. Niektóre źródła przesuwają datę jego śmierci na 1 stycznia 1299 r. Został pochowany w opactwie Walden.
Po 1264, a przed 17 lipca 1275 r. poślubił Maud de Fiennes (ok. 1250 – przed 31 grudnia 1298), córkę Ingelrama de Fiennes i Isabel de Conde. Humphrey i Maud mieli razem jednego syna, Humphreya (1276 – 16 marca 1321/1322), który odziedziczył wszystkie ojcowskie tytuły.